# Joueur de l'année de l'UEFA 2018
Le Joueur de l’année de l’UEFA 2018 est un prix décerné par l'UEFA à un joueur jouant pour un club de football européen et qui a su se distinguer comme étant le meilleur de la saison 2017-2018.
Navigation
Édition précédente Édition suivante
Le 30 août 2018, Luka Modrić est le vainqueur de l'édition 2018.

## Palmarès

### Classement officiel[2]
| #  | Nom               | Club                    | Points |
| -- | ----------------- | ----------------------- | ------ |
| 1  | Luka Modrić       | Real Madrid             | 313    |
| 2  | Cristiano Ronaldo | Real Madrid Juventus FC | 223    |
| 3  | Mohamed Salah     | Liverpool FC            | 134    |
| 4  | Antoine Griezmann | Atlético Madrid         | 72     |
| 5  | Lionel Messi      | FC Barcelone            | 55     |
| 6  | Kylian Mbappé     | Paris Saint-Germain     | 43     |
| 7  | Kevin de Bruyne   | Manchester City         | 28     |
| 8  | Raphaël Varane    | Real Madrid             | 23     |
| 9  | Eden Hazard       | Chelsea FC              | 15     |
| 10 | Sergio Ramos      | Real Madrid             | 12     |